# Pont de l'Inhoul
 (mars 2024).
Le pont de l'Inhoul (Інгульський міст) est un pont situé à Mykolaïv, dans l'oblast homonyme, en Ukraine. Le pont fait partie de l'autoroute M14 et est l'un des plus longs ponts basculants du monde.

## Géographie
La structure se situe sur l'Inhoul, au point où il débouche sur le Boug méridional, et il connecte le centre de Mykolaïv au quartier de Temvod, au Nord.
Il fait partie de l'autoroute principale d'Ukraine, la M14, qui relie Mykolaïv à Odessa et Kherson. Elle s'élargit jusqu'au niveau du périphérique de Mykolaïv, ce qui allège la circulation au centre-ville, puis dessine un arc de cercle autour de l'agglomération, au Nord. Le périphérique en question, long de 20 km, traverse l'Inhoul à Voskressenske par un second pont. De même, la M14 rejoint la Route européenne 58, qui commence à Vienne, dessert Odessa au nord de la Mer Noire, ainsi que Mariopol, et termine à la frontière russe.

## Histoire
Le pont, inauguré en 1981, permet une traversée plus efficace que le Vieux Pont d'Ingul, qui traverse ce dernier un demi-kilomètre plus haut. 
Le Vieux Pont un étroit pont flottant situé sur l'ancienne route principale de Kiev et se trouve en contrebas du chantier naval de Mykolaïv. Depuis son extrémité sud, la rue Soborna, très pentue, mène au plateau de la vieille ville. Le pont de Kiev est désormais utilisé pour la circulation lente depuis la construction du pont Inhoul.
La route d'accès au nord du pont du Injul bifurque de l'ancienne rue de Kiev près de l'Université Nationale de Construction Navale Amiral Makárov, et traverse le parc de la ville jusqu'au pont, dont la partie nord rejoint la route sur le promontoire. La partie sud du pont traverse le lit de la rivière Inhoul et s'étend jusqu'au niveau du centre de la ville, où il aboutit dans la rue Pouchkine.
La partie fixe du pont est soutenu par quatre étriers en béton. Le côté Nord a une large ouverture utilisée pour faire passer les grandes embarquations jusqu'au chantier naval, et est constitué d'un pont basculant. Ce pont mobile, qui se soulève, grâce à des cylindres hydrauliques, sur l'énorme structure de soutien sur la culée de la rive droite, a une portée de 76,25 mètres et était le plus grand pont basculant d'Union soviétique et d'Europe à l'époque de sa construction, et jusqu'à la construction du pont Érasme en 1996. 
Plusieurs lignes du réseau de bus de Mykolaïv traversent le pont d'Inhoul. Quand le pont s'ouvre, les lignes aériennes s'interrompent.
De même que les ponts Darnitski (ferroviaire) de Kiev, Preobrajenski près de Zaporijjia, et Varvarivka de Mykolaïv, le pont d'Inhoul est représenté sur une série de timbres ukrainiens en 2004.
Pour soulager le centre-ville du trafic intense et en croissance rapide vers les ports de Mykolaïv, éviter les deux ponts mobiles de la ville et améliorer les conditions de circulation sur le corridor de transport M14-E58, un projet de construction d'un nouveau pont démarre en 2021. Le nouveau pont, sur le Boug méridional, devait traverser le fleuve à environ huit kilomètres au-dessus du pont de l'Inhoul, à la limite ouest de Mykolaïv. L'éxécution de ce grand projet, pour lequel l'Ukraine avait reçu le soutien d'investisseurs japonais, est remise en question par l'invasion de l'Ukraine par la Russie.